# Zwischendominante
Zwischendominanten oder auch Sekundärdominanten  sind Akkorde mit dominantischem Charakter, die sich in einen von der Tonika verschiedenen Klang auflösen.
Sie werden verwendet, um eine Modulation oder Ausweichung einzuleiten, können aber auch nur kurz, d. h. ohne weiterreichende Konsequenzen, auftauchen.
Da Zwischendominanten nicht mit ausschließlich leitereigenem Material der Grundtonart gebildet werden können, ist immer eine Verwendung von Versetzungszeichen nötig. Um die Fremdheit dieser Klänge im harmonischen Zusammenhang aufzufangen und gleichzeitig die Wirkung zu unterstreichen, treten Zwischendominanten oft als Dominantseptakkorde auf (siehe auch: Charakteristische Dissonanz). Oftmals gehen sie chromatisch aus dem vorhergehenden Klang hervor, was wiederum für Zusammenhalt sorgt.
Spezialfälle sind die Doppeldominante und die Doppelsubdominante.

## Beispiel in C-Dur
| Akkorde    | C | A7   | d  | G7 | C |
| Funktionen | T | (D7) | Sp | D7 | T |

Zwischendominanten werden in der Funktionsschreibweise gewöhnlich eingeklammert und beziehen sich auf die nächste Funktion.
Klangbeispiele ohne (links) und mit Zwischendominante (rechts):

## Begriffsgeschichte
Der Begriff „Zwischendominante“ lässt sich zum ersten Mal in Hugo RiemannsVereinfachter Harmonielehre nachweisen. Diese erschien erstmals 1893, ist aber hauptsächlich in der zweiten Auflage verbreitet, die 1899 herausgegeben wurde. Die Zwischendominante erfährt dort keine weitere Erklärung und ist im Begriffsregister auch nicht vermerkt. Riemann beschäftigt sich in diesem Werk allerdings ausgiebig mit der „Zwischenkadenz“. Dieser Begriff bezieht sich auf den Prozess der Ausweichung, bei der durch Hinzufügung eines leiterfremden Tones bzw. chromatische Veränderung eines Akkordtones eine sich auf die folgende Funktion beziehende Dominante gewonnen wird. Somit erhält ein anschließend erreichter Akkord abseits der Tonika zwar eine eigene Kadenz, seine Funktionsbezeichnung in Bezug auf die zugrundeliegende Tonart verändert sich allerdings nicht. Der Begriff der Zwischendominante wird hier also gestreift, jedoch noch nicht näher ausgeführt. Riemanns Notenbeispiel zeigt bereits die heute für Zwischendominanten typische Chiffrierung der Funktionssymbole in Klammern:
 (S. 141)
In Riemanns Musiklexikon taucht der Begriff der Zwischendominante ab der 6. Auflage aus dem Jahr 1906 auf, wieder gepaart mit dem Begriff der Zwischenkadenz: „Zwischendominanten sind die in die tonale Kadenz beliebig einzuschaltenden Dominanten u. auch Subdominanten leitereigener Harmonien, durch welche oft vollständige Zwischenkadenzen in anderen Tonarten entstehen, ohne daß die Haupttonart verlassen wird“.
Erst in der 10. Auflage des Handbuchs der Harmonielehre (1929), dem spätesten der hier genannten Werke Riemanns, ist die Zwischendominante als Begriff vollständig etabliert und erhält ein eigenes Unterkapitel.